# Agnez-lès-Duisans
Agnez-lès-Duisans är en kommun i departementet Pas-de-Calais i regionen Hauts-de-France i norra Frankrike. Kommunen ligger i kantonen Beaumetz-lès-Loges som tillhör arrondissementet Arras. År 2022 hade Agnez-lès-Duisans 635 invånare.

## Befolkningsutveckling
Antalet invånare i kommunen Agnez-lès-Duisans
| Referens: INSEE |